# Bismah Maroof
Bismah Maroof (Urdu بسمہ معروف; * 18. Juli 1991 in Lahore, Pakistan) ist eine pakistanische Cricketspielerin und Mannschaftskapitänin der pakistanischen Nationalmannschaft.

## Kindheit und Ausbildung
Ihre Familie ist sehr Cricketaffin und ihre Eltern ermutigten Maroof anstatt ihrer Pläne Medizinerin zu werden eine Cricket-Karriere anzustreben.

## Aktive Karriere

### Früher Einstieg in die Nationalmannschaft
Ohne First-Class Cricket zu spielen, wurde sie mit 15 Jahren auf Betreiben von Imtiaz Ahmed in die Nationalmannschaft berufen. Beim Women’s Asia Cup 2006 spielte sie beim Auftaktspiel gegen Indien und erzielte dabei 43 Runs. Von da an wurde wie regelmäßig im Nationalteam eingesetzt. Beim Women’s Cricket World Cup Qualifier 2008 erzielte sie im entscheidenden Spiel gegen die Niederlande 45 Runs und war damit beste Schlagfrau ihrer Mannschaft. Daraufhin nahm sie am World Cup 2009 teil. Beim erstmals ausgetragenen ICC Women’s World Twenty20 2009 spielte sie ihr erstes WTwenty20 und konnte in ihrem zweiten gegen Sri Lanka ihr erstes internationales Fifty mit 50* Runs erzielen. Ein Jahr später bei der Ausgabe 2010 erfolgte ihre beste Leistung ebenfalls gegen Sri Lanka mit 42 Runs und in diesem Spiel wurde sie auch als Spielerin des Spiels ausgezeichnet. Ihr erstes Half-Century über 52 Runs im WODI-Cricket erfolgte bei der ICC Women’s Cricket Challenge 2010 gegen die Niederlande.
Ab dem Jahr 2011 wurde sie auch als Bowlerin eingesetzt und konnte dabei bei der Women’s Quadrangular Series 2011 in Sri Lanka gegen Irland 4 Wickets für 7 Runs erzielen. Beim Women’s Cricket World Cup Qualifier 2011 im Oktober des Jahres konnte sie wieder im entscheidenden Spiel, dieses Mal gegen die Niederlande, überzeugen, als sie 66* Runs erzielte und als Spielerin des Spiels ausgezeichnet wurde und mit dieser Leistung die Weltmeisterschaftsqualifikation ermöglichte. Beim ICC Women’s World Twenty20 2012 konnte sie beim frühen Ausscheiden ihres Teams keine wichtige Rolle spielen.

### Aufstieg zur zentralen Spielerin
Auf der Tour in Irland 2013 erzielte sie 80 Runs im ersten WODI und 2 Wickets für 21 Runs im WTwenty20. Bei einem im Winter folgenden Drei-Nationen-Turniers in Katar gelangen ihr 60 Runs gegen Südafrika und eine Auszeichnung als Spielerin des Spiels. Im Frühjahr 2014 konnte sie beim ICC Women’s World Twenty20 2014 zunächst mit 48* Runs gegen Irland vermeiden das ihr Team in der Vorrunde ausschied um dann im Spiel um den Siebten Platz mit 62* Runs gegen Sri Lanka den selbigen für ihr Team zu sichern. In beiden Spielen wurde sie als Spielerin des Spiels ausgezeichnet. Ein weiteres WODI-Fifty erfolgte bei der Tour in Australien im August 2014 im ersten WODI.
In der Folge konnte sie immer wieder eine wichtige Rolle für ihr Team übernehmen. Sie erzielte ein WTwenty20-Fifty über 50* auf der Tour gegen Sri Lanka. Auf der nachfolgenden Tour gegen Südafrika erzielte sie 99 Runs im zweiten WODI und verpasste nur knapp ihr erstes Century. Im Oktober 2015 auf der Tour gegen Bangladesch gewann sie zwei Spielerin-des-Spiels-Auszeichnungen, als sie mit 92 Runs ein WODI-Fifty im ersten WODI und ein Half-Century im ersten WTwenty20 über 65* Runs erzielte. Ihre beste Leistung beim ICC Women’s World Twenty20 2016 waren 43* Runs gegen Bangladesch.

### Kapitänin der Nationalmannschaft
Bei der Im Sommer 2016 folgenden Tour in England erzielte sie ein Half-Century über 61 Runs im zweiten WODI. Auch wurde sie zur Kapitänin der WTwenty20-Mannschaft ernannt. Im folgenden Winter konnte sie 91* Runs beim dritten WODI auf der Tour in Neuseeland erreichen. Im September 2017 folgte vom Pakistan Cricket Board die Ernennung zur Kapitänin der WODI-Nationalmannschaft, wobei sie bei beiden Beförderungen Sana Mir nachfolgte.
Im Frühjahr 2018 erzielte sie Tour in Sri Lanka im zweiten WODI ein Half-Century über 89 Runs und konnte so als Spielerin des Spiels den Seriensieg sichern. Beim Women’s Asia Cup 2018 erzielte sie sowohl 60* Runs gegen Sri Lanka, als auch 62 Runs gegen Malaysia. Im Herbst 2018 musste sie sich einer Operation unterziehen und die Kapitänsrolle wurde zeitweise an Javeria Khan übergeben. Ihre beste Leistung beim ICC Women’s World Twenty20 2018 war ein Half-Century über 53 Runs gegen Indien.

### Unterbrechung ihrer Karriere
Im Mai 2019 auf der Tour in Südafrika erzielte sie mit 53* und 63* Runs zwei Half-Centuries im ersten und zweiten WTwenty20. Als Bangladesch im Oktober 2019 nach Pakistan kam konnte sie im zweiten WTwenty20 70* Runs erreichen und so den Serien-Sieg perfekt machen. Im Dezember 2019 absolvierte sie mit dem Team eine Tour gegen England die in Malaysia ausgetragen wurde. Dort konnte sie zwei Half-Centuries in den WODIs (69 und 64 Runs) und eines über 60 Runs in den WTwenty20s erzielen. Beim ICC Women’s T20 World Cup 2020 führte sie das Team erstmals als Kapitänin zu einer Weltmeisterschaft, brach sich jedoch den Daumen im zweiten Spiel gegen England und musste das Turnier damit beenden. Nach dem Turnier wurde sie als Kapitänin bestätigt und sie wurde in die höchste Vertragskategorie des Verbandes aufgenommen.
Auf die Tour in Südafrika im Winter 2020/21 verzichtete sie aus familiären Gründen. Im April 2021 gab sie bekannt, dass sie ein Kind erwarte und eine unbestimmte Zeit ihre Karriere unterbrechen wird. In dessen Folge führte der pakistanische Verband Regelungen zum Vater- und Mutterschaftsurlaub in seinen Verträgen ein. Im Januar 2022 wurde bekannt, dass sie als Kapitänin das Team zum Women’s Cricket World Cup 2022 in Neuseeland führen würde. Dort konnte sie ein Fifty über 78* Runs gegen Australien erzielen, jedoch nur ein Spiel gegen die West Indies gewinnen und schied so mit dem Team in der Vorrunde aus. Bei der Tour gegen Sri Lanka im Juni 2022 erzielte sie ein Fifty in den WODIs über 62* Runs. Sie führte das Team auch zu den Commonwealth Games. Dabei war ihre beste Leistung beim Ausscheiden in der Vorrunde der pakistanischen Mannschaft 23 Runs gegen Australien. Bemerkenswert war dabei, dass sie für ihre Tochter und ihre Mutter eine Akkreditierung für das Athleten-Dorf erhielt.

### Karriereende
Im November 2022 erzielte sie in der WODI-Serie gegen Irland zwei Half-Centuries (69* und 57 Runs). Sie führte dann das pakistanische Team zum ICC Women’s T20 World Cup 2023, bei dem sie 68* Runs gegen Indien erreichte, aber das Halbfinale verfehlte. Daraufhin gab sie ihren Rücktritt als Kapitänin bekannt. Im September 2023 gelangen ihr gegen Südafrika ein Fifty (60* Runs) in der WODI-Serie. Ein weiteres Fifty (68 Runs) erreichte sie im Dezember in Neuseeland, wofür sie als Spielerin des Spiels ausgezeichnet wurde. Ihre letzte Tour für Pakistan bestritt sie im April 2024 gegen die West Indies, bei der ihr im zweiten Spiel mit 65 Runs ein letztes internationales Fifty gelang. Am 25. April 2024 erklärte sie ihren Rücktritt vom internationalen Cricket bekannt.

## Privates
Maroof ist verheiratet und hat eine Tochter.